# Енин, Артём Валерьевич
Артём Валерьевич Енин (6 августа 1976, Ярославль — 8 октября 2024, Ярославль) — российский футбольный полузащитник и футбольный тренер.

## Спортивная карьера
Воспитанник «Шинника». Первый тренер — Александр Михайлович Побегалов.
Всего в Высшей лиге чемпионата России в составе «Шинника» и ЦСКА сыграл 112 матчей, забил 6 мячей. В ЦСКА участвовал в финале Кубка России 1999/2000, где получил травму, не позволившую продолжать выступления до конца сезона.
23 сентября 1998 года сыграл 1 гостевой товарищеский матч в составе сборной России против Испании (0:1) — на 56-й минуте вышел на замену вместо Евгения Варламова. Единственный воспитанник ярославского футбола, приглашённый в национальную сборную непосредственно из «Шинника».
Накануне начала сезона 2003 года перешёл из «Шинника» в выступавший в Первом дивизионе «Спартак» (Нальчик). В 2005 году стал игроком «Урала». Завершил профессиональную карьеру в костромском «Спартаке». В 2011 и 2012 годах выступал в городском первенстве за любительскую команду «Каучук».
С середины 2010-х годов тренировал юношеские команды «Шинника».
Скончался 8 октября 2024 года на 49-м году жизни в результате остановки сердца. Похоронен на Леонтьевском кладбище.

## Достижения
- Финалист Кубка России 1999/2000.
- Победитель первого дивизиона первенства России 2001.